# Trapezicepon domeciae
Trapezicepon domeciae är en kräftdjursart som beskrevs av Danforth 1972. Trapezicepon domeciae ingår i släktet Trapezicepon och familjen Bopyridae. Inga underarter finns listade i Catalogue of Life.